# Santa Clara de Olimar
Pour les articles homonymes, voir Santa Clara.
Santa Clara de Olimar est une ville de l'Uruguay située dans le département de Treinta y Tres. Sa population est de 2 305 habitants.

## Histoire
La ville a été fondée le 7 mars 1878 par Modesto Polanco.

## Population
| Année | Population |
| ----- | ---------- |
| 1963  | 2 732      |
| 1975  | 2 829      |
| 1985  | 2 423      |
| 1996  | 2 459      |
| 2004  | 2 305      |

Référence,.